# KN-23
KN-23, oficialmente Hwasong-11Ga 《화성-11가》형 (Hwasong-11 mejorado) es una designación dada a un misil balístico táctico de combustible sólido de Corea del Norte.

## Historial operativo
Es muy probable que el KN-23 se haya utilizado por primera vez en combate durante la invasión rusa de Ucrania iniciada en 2022. Un número desconocido de misiles balísticos norcoreanos fueron transferidos a Rusia en octubre de 2023, según información desclasificada de la inteligencia estadounidense. A partir de los restos dejados por los ataques rusos contra objetivos ucranianos el 30 de diciembre de 2023, se ha identificado que el anillo que alberga las paletas de control es característico de los misiles KN-23 y KN-24.

## Variantes
- Hwasong-11Ga/Hwasong-11A: tipo base, similar en apariencia al misil Iskander.[5]
- Hwasong-11Da/Hwasong-11C: versión más grande, que se afirma que tiene una ojiva de 2,5 toneladas.[5]
- Hwasong-11Ra/Hwasong-11D: versión más pequeña, tiene alcance reducido.[5]
- Hwasong-11ㅅ/Hwasong-11S: versión lanzada bajo el agua del Hwasong-11A.[5]